# Euglyptoneura fuscipennis
Euglyptoneura fuscipennis är en insektsart som först beskrevs av Crawford 1914.  Euglyptoneura fuscipennis ingår i släktet Euglyptoneura och familjen rundbladloppor. Inga underarter finns listade i Catalogue of Life.